# Лампека Микола Геронтійович
Микола Геронтійович Лампе́ка (нар. 26 грудня 1954, Рачин) — український художник декоративної кераміки, скульптор, дизайнер і педагог; член Спілки дизайнерів України з 1987 року та Спілки художників. України з 1994 року. Лауреат Премії імені Катерини Білокур. Чоловік художниці Наталії Черниченко-Лампеки.

## Біографія
Народився 26 грудня 1954 року в селі Рачині (нині Дубенський район Рівненської області, Україна). 1982 року закінчив Львівський інститут декоративного та прикладного мистецтва, де навчався зокрема у Михайлп Гладкого, Бориса Горбалюка, Дмитра Крвавича, Івана Франка. Дипломна робота — чайно-кавовий сервіз «Унікальний» до 1500-річчя Києва (керівник Борис Горбалюк, оцінка — відмінно).
Упродовж 1982—1997 років працював на Київському експериментальному кераміко-художньому заводі/ВАТ «ДЕФФА»; у 1997—2000 роках викладав у Київській дитячій академії мистецтв; з 2000 року — в Київському інституті декоративно-прикладного мистецтва і дизайну: з 2007 року — доцент кафедри рисунку; з 2008 року — доцент кафедри графічного дизайну Інституту дизайну і ландшафтного мистецтва Національної академії керівівних кадрів культури і мистецтв. Живе в Києві в будинку на вуиці Архітектора Вербицького, № 10-А, квартира № 163.

## Творчість
Працює в галузі декоративно-ужиткового мистецтва (кераміка). У 1980–1990-х роках створив форми зразків художнього фарфору для промислового виробництва. Разом із дружиною виконав серії ужиткового порцелянового посуду і пластики малих форм. Серед робіт:
порцеляна
- лікеро-кавовий сервіз «1500 років Києву» (1982);
- кухоль «Козацький» (1984);
- ваза «Серпанок» (1985);
- кавовий сервіз «Карпати» (1987);
- чайний сервіз «Снігур» (1987);
- ваза інтер'єрна з портретом Тараса Шевченка (1987);
- чайний сервіз «Кабінетний» (1989);
- ваза «Зоря» (1990-ті, у співавторстві);
- набір ваз «Прощання із Седневом» (1990);
- набір ваз «Інтер'єрні» (1996);
- кавовий сервіз «Спелеолог» (1999);

керамічні композиції
- «Дощик» (1990);
- «Реквієм» (1990);
- «Реверсія» (1990);
- «Блага вість» (1992);
- «Проталини» (1993);
- «Людина і дерево» (2014);

монументально-декоративні і садово-паркові скульптури
- скульптурний знак «Архістратиг Михаїл (до 300-річчя Харкова)» у Харкові (2003, у співавторстві);
- «Акин (Народний музикант)», «Адам і Єва» (обидві — 2011), «Кобланди Батир» (2012) у парках міста Усть-Каменогорська у Казахстані;
- «Щастя» у парку міста Ізміра у Туреччині (2013);
- «Світовид» у туристичному комплексі «Буковель» Івано-Франківської області (2013);
- «На камені ноги мию» у Центральному парку міста Миколаєва Львівської області (2014);

інше
- керамічне панно «Аркадія» в санаторії «Аркадія» в Одесі (1993, у співавторстві);
- декоративна скульптура «Біля дзеркала» (1999);
- декоративні металеві решітки в інтер'єрі залу засідань Адміністрації Президента України в Києві (2004);
- декоративна таріль «Її світ (Присвята Марії Примаченко)» (2008);
- проєкт пам'ятника митрополиту Петру Могилі (2014).

Розробив моделі керамічних розеток для Михайлівського Золотоверхого собору та кахлі для печей у митрополичих палатах на території Софіївського собору в Києві.
Бере участь у всеукраїнськиї, всесоюзних, міжнародних художніх виставках і симпозіумах кам'яної скульптури з 1982 року. Персональні виставки відбулися у Києві у 1993, 1999 роках.
Окремі роботи митця зберігаються в Національному музеї українського народного декоративного мистецтва у Києві, Музеї образотворчих мистецтв імені Олександра Білого у Чорноморську.